# Tommi Paavola
Tommi Björn Paavola (ur. 9 grudnia 1965 w Helsinkach) – fiński piłkarz występujący na pozycji pomocnika. Trener piłkarski.

## Kariera klubowa
Paavola karierę rozpoczynał w sezonie 1982 w trzecioligowym zespole Ponnistus. W 1986 roku przeszedł do pierwszoligowego Turun Palloseura i w sezonie 1986 wywalczył z nim wicemistrzostwo Finlandii. W 1988 roku przeniósł się do HJK Helsinki, z którym w sezonie 1988 zdobył mistrzostwo Finlandii. Po tym sukcesie odszedł do Haki, gdzie spędził sezon 1989.
Pod koniec 1989 roku Paavola został graczem niemieckiego drugoligowca, KSV Hessen Kassel. W 2. Bundeslidze zadebiutował 11 listopada 1989 w wygranym 1:0 meczu z Fortuną Kolonia. W sezonie 1989/1990 zajął z zespołem 17. miejsce w 2. Bundeslidze i spadł do Oberligi. Wówczas jednak odszedł z klubu.
Został zawodnikiem belgijskiego KSC Lokeren. Występował tam w sezonie 1990/1991. W jego trakcie, na początku 1991 roku wrócił jednak do Haki. Jednak jeszcze w tym samym roku przeszedł do niemieckiego 1. FSV Mainz 05, grającego w 2. Bundeslidze. W jego barwach zadebiutował 27 października 1991 w zremisowanym 2:2 spotkaniu z Rot-Weiß Erfurt, w którym strzelił także gola. W Mainz grał do końca sezonu 1991/1992.
Potem Paavola ponownie trafił do KSC Lokeren. Występował tam przez kilka miesięcy, a potem przeniósł się do fińskiego zespołu FinnPa. Następnie, w sezonie 1993/1994 grał we francuskim trzecioligowcu, FC Lorient. Potem ponownie występował w FinnPa. Grał też w Ponnistusie, szkockim Ayr United, PK-35, FC Jokerit, Tampere United, FC KooTeePee, KäPie oraz w Pallohonce. Wraz z Jokeritem w sezonie 1999 zdobył Puchar Finlandii.

## Kariera reprezentacyjna
W reprezentacji Finlandii Paavola zadebiutował 8 lutego 1989 w przegranym 0:2 towarzyskim meczu z Algierią. 10 listopada 1993 w wygranym 3:1 pojedynku eliminacji Mistrzostw Świata 1994 z Izraelem strzelił swojego jedynego gola w kadrze. W latach 1989–1994 w drużynie narodowej rozegrał 19 spotkań.